# 土屋貴子
土屋 貴子（1965年12月6日 -、つちや たかこ、本名：同じ）は、日本の女優。長野県上田市出身。出生地は名古屋市。信州上田観光大使。

## 来歴・人物
身長157cm（1987年の時点）。長野県丸子実業高等学校（現・長野県丸子修学館高等学校）卒業。高校在学中から東京の演劇研究所に通う。高校3年の時、TBS金曜ドラマ「もう一度結婚」で藤竜也の部下役でデビュー。
1984年〜1986年までは主に小劇場で活動し、池袋ル・ピリエ、新宿シアタートップス等で主演。
1987年のTBS「あなたもスターになりますか」の竹本孝之を想う後輩役から活動の場を映像に移す。
2006年北京語言大学の短期留学で中国語の勉強を始める。計4回の短期留学をしている。
現在は日常会話は問題ない。
2008年に中国映画「狙った恋の落とし方。」に参加するが、編集で台詞の部分をすべてカットされてしまったと自身のブログで語っている。
2013年オウム真理教元信者、菊地直子被告の逃亡生活をテーマに描いた話題の映画「潜伏　SENPUKU」で主演を務める
この作品「潜伏」にて第1回新人監督映画祭　主演女優賞を受賞する
趣味は読書、映画鑑賞、特技はどこでも寝られること。
最近ペーパードライバーを卒業。

## 出演

### レギュラー出演ドラマ
- もういちど結婚（1983年 TBS 全13話） - 竹本正江役
- あなたもスターになりますか（1987年 TBS 全12話） - 里美役
- 愛と憎しみの河（1988年 TBS 全10話 準レギュラー） - 彰子役
- 疑惑の家族（1988年 TBS 全9話） - 佐野由美役
- 愛無情（1988年 CX 16〜30話） ※昼帯ドラマ
- 花王愛の劇場「おめでた」（1989年 TBS 全30話） - みゆき役
- ホテル物語・夏（1989年 TBS 全9話） - 由美役
- キツイ奴ら（1989年 TBS 3・5・7話） - レナ役
- びんた（1990年 TBS 1〜6話） - ぼたん役
- トップスチュワーデス物語（1990年 TBS 全10話） - 池内友美役
- 浮浪雲（1990－1991年 TBS 全23話） - お栄役
- 熱い胸さわぎ（第5章）匂艶THE NIGHT CLUB（1992年 TBS 全4話） - 千穂役 ※深夜ドラマ
- デパート!秋物語（1992年 TBS 全11話） - 岡崎洋子役
- 花王愛の劇場「離婚パーティ」（1993年 TBS 11〜30話） - 南原幸恵役
- はるちゃん3（1999年 CX 全65話） - 康子役 ※昼帯ドラマ
- はるちゃん4（2000年 CX 1〜10話） - 康子役 ※昼帯ドラマ
- 地味にスゴイ! 校閲ガール・河野悦子（2016年、NTV）

### 単発出演ドラマ
- ザ・ハングマン Part4（1984年 ANB）
- 銀河テレビ小説「続・たけしくんハイ」（1986年 NHK）
- 木曜ゴールデンドラマ「夫婦関係」（1986年 NTV） - 原田浩美役
- ザ・ハングマン Part6（1987年 ANB）
- 東海テレビ連続ドラマ「愛無情」（1988年 CX系）
- 横溝正史スペシャル「金田一耕助の死神の矢」（1989年 TBS） - 相良恵子役
- ドラマチック22「空港で待つ女」（1989年 TBS） - 兼美役
- 月曜ドラマスペシャル「卑弥呼殺人事件」（1990年 TBS）
- ドラマチック22「俺たち純情ブラザーズ」（1990年 TBS） - はる江役
- 月曜ドラマスペシャル「黒い目撃者」（1990年 TBS） - おミツさん役
- 終戦記念特別企画「星の流れに」（1990年 TBS） - 小池光子役
- はぐれ刑事純情派 第3シリーズ 第18話 赤黒いロープの殺意！赤ん坊を拾った男（1990年 ANB） - 西田友美役
- ドラマチック22「冗談じゃないよマイホーム」（1991年 TBS） - アキエ役
- 混浴露天風呂連続殺人10（1991年 ANB）
- 関西テレビ 旅情サスペンス「恋敵」（1992年 関西テレビ） - 利恵役
- ララバイ刑事92（1992年 ANB）
- ヒューマンスペシャルドラマ「21歳の別れ」（1993年 TBS） - 山村役
- 土曜ワイド劇場「札幌時計台殺人事件」（1993年 ANB） - 明美役
- 谷口六三商店 9、10話（1993年 TBS）
- さすらい刑事旅情編VI 娘と母と。テレクラ少女の罪と罰 （1994年 　ANB） - 奈々役
- 東芝日曜劇場・特別企画「課長さんの厄年SP」（1994年 TBS） - 広川順子役
- 土曜ワイドスペシャル「女医翔子の華麗なる復讐」（1994年 ANB） - 戸田待子役
- 輝く季節の中で（1995年 CX）
- 部屋においでよ（1995年 TBS）
- 東海テレビ連続ドラマ「指輪」（1995年 CX系）
- 火曜サスペンス劇場「私書箱25号の女」（1996年 NTV） - 木村愛子役
- 月曜ドラマスペシャル「女タクシードライバー咲坂都」（1996年 TBS）
- 月曜ドラマスペシャル「夜の虹」（1996年 TBS）
- 炎の消防隊 最終回（1996年 ANB） - 大谷京子役
- 月曜ドラマスペシャル「病理医・藪野善次郎の鑑定ファイル・事件解剖いたします」（1996年 TBS） - しずか役
- 土曜ワイド劇場「女詐欺師・愛川ナナ 華麗なる賭け」（2000年 ANB） - 神山美恵子役
- 火曜サスペンス劇場「弁護士高林鮎子 29・フレッシュひたち17号の偽証」（2001年 NTV）
- 月曜ドラマスペシャル「十津川警部シリーズ21・西伊豆美しき殺意」（2001年 TBS） - 小林麻子役
- 女と愛とミステリー「愛するあまり」（2001年 TX） - 北村多恵子役
- 女と愛とミステリー「北アルプス山岳救助隊・紫門一鬼3 北アルプス雪山殺人迷路」（2002年 TX） - 西野洋子役
- 火曜サスペンス劇場「弁護士高林鮎子31・トワイライトエクスプレスの謎」（2003年 NTV） - 桜井郁子役
- はみだし刑事純情系 Part8（2004年 ANB）
- 土曜ワイドスペシャル「牟田刑事官VS終着駅の牛尾刑事そして事件記者冴子4 マリッジ」（2004年 ANB） - 脇坂初江役
- 月曜ミステリー劇場「ネタ元」（2005年 TBS）
- 土曜ワイド劇場「信州千曲川殺意の旅情」（2005年 ANB） - 本郷法子役
- 月曜ミステリー劇場「京舞妓殺人事件2」（2005年 TBS） - 一葉役
- ミステリー9「芸者小春姐さんの奮闘記」（2005年 TX） - 久我詩織役
- 月曜ミステリー劇場「検事・沢木正夫2 公訴取消し」（2006年 TBS） - 水田加奈子役
- ミステリー9「さすらい署長 風間昭平5 しなの千曲川殺人事件」（2006年 TX） - 沖嶋昌代役
- 土曜ワイド劇場「風極の岬」（2007年 ANB）
- ミステリー9「篝警部補の事件簿4 古都鎌倉・奇跡の石殺人水脈」（2008年 TX） - 佐々木智子役
- 土曜時代劇「オトコマエ」（2008年 NHK） - 置屋のまつ役

### 映画
- のぞみウィッチィズ（1990年 松竹） - 松野役
- ハネムーンは無人島（1991年 松竹） - 花田良子役
- 億万長者になった男。（1994年） - 平沢栄子役
- さまちゃれ（2002年 プロデュースセンター） - 野口暢子役
- 小さな大きな富士山と（2010年） - 武田真佐子役 ※第3回富士山・河口湖映画祭シナリオ大賞作品
- キリン（2011年、大鶴義丹監督）
- 裸のいとこ（2013年、大鶴義丹監督）
- 潜伏 SENPUKU（2013年11月30日公開、保坂延彦監督） - 主演 松岡祥子 役
- 八月は少年の国（未公開、安達正軌監督） - 桜井史子役
- キセキの葉書（2017年） - 松村医師役
- 兄消える（2019年）
- シンペイ〜歌こそすべて（2025年） - ぞう役[2]

### レポート番組
- さだまさしスペシャルIN中国・四川省（1991年 関西テレビ）
- 峠の旅情・会津磐梯山（1992年 TX）

### CF
- グリーンウッド牧

### 舞台
- 大輪（1998年 東京芸術劇場）
- 女歌舞伎・一の姫（2000年 博品館劇場）

### 新聞
- 地方紙・東信ジャーナル エッセイ10回
- 産経新聞出版 おとなのデジタルTVナビ エッセイ（2015年8月号〜）
- 東信ジャーナル「女優、時々わたし」 連載（2015年6月〜）

### イベント
- 長野県警丸子警察署一日署長 1996年
- 信州上田観光大使 2006年〜